# Jerzy Rudolf legnicki
Jerzy Rudolf legnicki (ur. 22 stycznia 1595 w Oławie,  zm. 14 stycznia 1653 we Wrocławiu) – książę legnicki z dynastii Piastów, syn księcia legnicko-brzeskiego Joachima Fryderyka i księżniczki askańskiej, Anny Marii, humanista, mecenas sztuki, kompozytor i poeta. Starosta generalny Śląska w latach 1621–1628 i od 1641 r.
Po śmierci ojca w 1602 wraz ze starszym bratem Janem Chrystianem był jednym z następców tronu książęcego tronu w Legnicy, lecz pierwsze lata (do 1605) upłynęły pod znakiem regencji matki małoletnich książąt, Anny Marii. W 1612 dokonano podziału księstwa legnicko-brzeskiego na obu braci – Jerzemu Rudolfowi przypadły rządy w Legnicy i Złotoryi, a od 1616 również w Chojnowie. W 1614 Jerzy Rudolf za przykładem swojego brata Jana Chrystiana dokonał konwersji na kalwinizm (książęta legniccy podkreślili w ten sposób swoje zaangażowanie po stronie Hohenzollernów w sporach religijnych).
Podczas wojny trzydziestoletniej Jerzy Rudolf w latach 1633–1648 przebywał na wygnaniu z powodu okupacji swoich ziem przez wojska cesarskie Habsburgów, formalnie jednak sprawował dalej rządy.

## Kultura i sztuka na dworze legnickim
Jerzy Rudolf był władcą wszechstronnie wykształconym i wspierał rozwój kultury i nauki. Znany jest zwłaszcza jako twórca wspaniałego księgozbioru – Biblioteca Rudolphina. Na swoim dworze skupiał wybitnych uczonych, kompozytorów i poetów jak Martin Opitz czy Friedrich von Logau, którzy często znajdowali w Legnicy azyl jako uchodźcy wyznaniowi. Posiadał również wykształcenie muzyczne  – książę kształcił się w rzemiośle kompozytorskim podczas pobytu we Frakfurcie nad Odrą, kolekcjonował druki i manuskrypty dzieł muzycznych, utrzymywał kontakty ze znanymi kompozytorami swojej epoki. Heinrich Schütz, uznawany za najwybitniejszego kompozytora niemieckiego przed Janem Sebastianem Bachem, dedykował Jerzemu Rudolfowi zbiór pieśni religijnych Cantiones sacrae.
Z dorobku kompozytorskiego Jerzego Rudolfa zachowały się interesujące pieśni, z których kilka zostało nagranych na płytę CD "Rudolphina – Skarby Legnicy" przez zespół Ars Nova pod dyrekcją Jacka Urbaniaka.